# Bill Turner
William "Bootstrap Bill" Turner, Sr. is een fictieve piraat in de Pirates of the Caribbean-filmtrilogie. In de eerste film wordt er enkel over hem gesproken, maar in de tweede en derde film speelt hij wel mee. Hij wordt gespeeld door Stellan Skarsgård.
Omdat hij lid is van Davy Jones' bemanning is Bootstrap Bill veranderd in een soort zeewezen. Hoe langer iemand Davy Jones dient, des te meer verliest die persoon zijn menselijkheid en wordt een zeewezen.
In de films was "Bootstrap Bill" de enige van Jones’ bemanning die niet via computeranimatie werd neergezet, maar gewoon gespeeld door een acteur.

## Biografie

### VoorPirates of the Caribbean: The Curse of the Black Pearl
Bill Turner was een Engelse zeeman die zijn vrouw en zoon, Will Turner, achterliet in Engeland om zijn fortuin te zoeken in het Caribische gebied. Door onbekende omstandigheden werd hij echter een piraat, maar hij liet zijn zoon altijd denken dat hij een respectabele en eerlijke zeekoopman was.
"Bootstrap Bill" werkte op de Black Pearl toen die nog onder bevel stond van Jack Sparrow. Toen de eerste stuurman Hector Barbossa een muiterij tegen Jack organiseerde, was Bootstrap Bill de enige die tegen was. Na de muiterij zette de Pearl koers naar het eiland Isla de Muerta, waar de schat van Hernán Cortés lag. Deze schat bleek echter vervloekt te zijn en veranderde alle piraten in levende skeletten. Bootstrap Bill vond dit de perfecte straf voor het verraad tegen Jack. Om te voorkomen dat de vloek zou worden verbroken stuurde hij een van de gestolen goudstukken naar zijn zoon Will. Woedend liet Barbossa Bootstrap Bill overboord gooien met een kanon aan zijn benen. Pas daarna besefte hij dat hij Bills bloed nodig had om de vloek te verbreken. Hier gebruikt hij uiteindelijk het bloed van Will Turner voor.

### Pirates of the Caribbean: Dead Man's Chest
Omdat hij ook bij de bemannig van Hector Barbossa hoorde was Bill ook ondood. Terwijl  hij op de bodem van de oceaan zat werd hij gevonden door Davy Jones. In ruil voor zijn vrijlating zou hij Jones gedurende 100 jaar dienen aan boord van zijn schip, de Flying Dutchman. Als Bill de zwarte vlek aan Jack Sparrow heeft gegeven, en heeft uitgelegd dat de Kraken eraan komt gaat hij terug naar de Dutchman. Nadat hij terug is en hard aan het werk komt hij per toeval zijn zoon Will Turner weer tegen na 10 jaar. Hij vertelde Will dat als Jones' hart zou worden doorboord door iemand, Jones zou sterven en al zijn bemanningsleden weer vrij zouden zijn. Via een dobbelspel probeerde Will de sleutel van de Dead Man's Chest te winnen, door zijn eigen vrijheid op het spel te zetten. Bootstrap deed ook mee en verloor opzettelijk om Will te bevrijden. Hierdoor moest Bill echter voor altijd Jones' dienaar worden. Will wist te ontsnappen met de sleutel en kwam op een schip terecht dat aangevallen werd door de Kraken, Bill dacht dat zijn enige zoon dood zou zijn en wordt gevangengenomen en opgesloten, maar helaas wist hij niet dat zijn zoon het had overleefd en in gevecht voor hem was gegaan tegen Jack en Norrington, en het hart verloren was gegaan aan James Norrington.

### Pirates of the Caribbean: At World's End
In de derde film dient Bill nog steeds Jones. Hij is langzaam zijn geheugen aan het verliezen en hoort al bij het schip.
Wanneer Elizabeth ook op de Flying Dutchman als gevangene wordt opgenomen ontmoet ze Bill. Ze is dan ook verbaasd dat hij haar naam weet terwijl ze hem nog nooit heeft gezien. Hier krijgt ze van Bill een kleine uitleg over Davy Jones en dat je, na het doorboren van zijn hart, de kapitein moet vervangen want de Dutchman heeft een kapitein nodig. Elizabeth vertelt Bill dat Will hem komt redden, op het ene moment lijkt hij heel erg blij te zijn maar als hij zich realiseert dat hij hem niet kan redden vanwege Elizabeth, zegt hij haar dat hij niet hoeft te komen. Als Elizabeth hem probeert te overhalen, is hij het allang weer vergeten dat het gesprek heeft plaatsgenomen en helemaal blij dat Will hem komt halen.
Als Admiraal Norrington Elizabeth komt bevrijden liet hij de deur van de gevangenis openstaan en Bootstrap Bill kon zo ontsnappen. Terwijl ze vluchten wordt Norrington gestoken door Bill en valt dood neer.
In het eindgevecht verschijnt Bill opeens, en komt in gevecht met zijn eigen zoon Will, niet wetend dat het zijn zoon is. Als Will ziet dat Elizabeth in gevaar is steekt hij het mes naast hem neer in het hout, en gaat Will Elizabeth proberen te redden wat niet lukt en Jones steekt hem neer. Als Bill naar het mes kijkt weet hij opeens dat Will zijn zoon is en beseffend dat hij net is neergestoken, gaat Bill op Jones af en slaat hem neer. Als Jones hem heeft overmeesterd en hem probeert te doden, steekt Will met behulp van Jack en Elizabeth door Jones' hart. Als Bill kijkt naar het lijk van zijn zoon, met de bemanning om zich heen pakt hij het mes een snijdt hij het hart van zijn zoon Will uit, en de Flying Dutchman verdwijnt in de golven.
Als de Flying Dutchman uit de golven herrijst met Will aan het roer, ziet Bill dat hij weer normaal is geworden na een lange tijd, en wordt hij de stuurman van de Dutchman onder het gezag van zijn zoon. In de vijfde film kwam hij niet voor maar geruchten doen ten spraken dat ofwel hij een rustiger leven heeft gevonden of misschien gedood tijdens een  aanval. 